# FaDu
FaDu是一種具有低侵襲能力的人類下咽鱗狀細胞癌細胞系，最初在1968年分離自一位具有下嚥骨腫瘤的56歲印度加爾各答男性患者的鑽孔活組織切片，倍增時間約為50小時。超微結構觀察表明在細胞質中包含着成束的扁絲，以及橋粒區域在細胞邊界處突出。FaDu細胞是一種次二倍體至超三倍體的細胞系，其模態染色體數為64。目前已知FaDu細胞容易受到某些含有核糖核酸和脫氧核糖核酸的病毒感染。

## 研究用途
腫瘤化學療法的主要障礙是腫瘤細胞的耐藥性。有研究將正常的FaDu細胞逐步暴露於紫杉醇濃度逐步升高的環境中長達12個月以上，使其生長出FaDu/T細胞後，再研究FaDu/T細胞的特徵，最終發現FaDu/T細胞對順鉑、5-氟尿嘧啶、阿黴素和長春新鹼的多重耐藥性對這些物質的耐藥性分別提高了8.99倍、21.96倍、31.42倍和10.00倍。與FaDu細胞的百分比相比，處於G0/G1期和G2/M期的FaDu/T細胞百分比增加，處於S期的細胞百分比則下降。隨著凋亡指數的降低，抗凋亡能力也顯著增強。此外，caspase-3、Bcl-2和Bax的表達相應改變，以抵抗FaDu/T細胞的凋亡。 MDR1/ABCB1表達在信使核糖核酸和蛋白質水平上均顯著增加，而BCRP/ABCG2的表達似乎以濃度依賴性的形式下降。這些發現可能為臨床癌症化療中預防多重耐藥性提供理論支持。另外一份研究為評估癌幹細胞對頭頸部鱗狀細胞癌細胞系（一種對放射療法不敏感的細胞系）的影響，使用分級遊離輻射建立抗輻射的FaDu-R細胞，並且發現與親代細胞相比，FaDu-R細胞在放射線照射後表現出顯著提高的細胞活性，希望有助於開發出在放射治療期間克服放射抵抗力的藥物。除此之外，有研究利用FaDu細胞，研究拓撲異構酶IIα抑制劑依托泊苷會否影響FaDu細胞對游離輻射的反應。研究結果表明拓撲異構酶IIα抑製劑依托泊苷對FaDu細胞具有放射增敏作用，尤其是在低輻射劑量下，並且發現這種作用是由於依托泊苷抑制了輻射誘導DNA損傷的修復。同時對細胞週期的研究表明，使細胞對放射線敏感的依托泊苷，其濃度對不同細胞週期階段的細胞分佈沒有任何影響。 

## 外部連結
- Cellosaurus entry for FaDu（页面存档备份，存于）